# 井土太良
井土 太良（いづち たろう、1957年3月22日 - 2014年4月16日）は、日本の経営者。SBI証券社長を務めた。

## 来歴・人物
三重県津市出身。1979年に京都大学経済学部を卒業し、同年に野村證券に入社した。1998年6月に大沢証券(のちのSBI証券)社長に就任。2011年10月に取締役執行役員最高執行責任者に就任。
2014年4月16日、脳腫瘍のために死去。57歳没。